# Benissanó
Benissanó (em valenciano e oficialmente) ou Benisanó (em castelhano) é um município da Espanha na província de Valência, Comunidade Valenciana. Tem 2,3 km² de área e em 2021 tinha 2 334 habitantes (densidade: 1 014,8 hab./km²).

## Demografia
| Variação demográfica do município entre 1991 e 2004 | Variação demográfica do município entre 1991 e 2004 | Variação demográfica do município entre 1991 e 2004 | Variação demográfica do município entre 1991 e 2004 |
| --------------------------------------------------- | --------------------------------------------------- | --------------------------------------------------- | --------------------------------------------------- |
| 1991                                                | 1996                                                | 2001                                                | 2004                                                |
| 1672                                                | 1672                                                | 1828                                                | 1974                                                |